# ادی راتی
ادی راتی (ایتالیایی: Eddy Ratti؛ زادهٔ ۴ آوریل ۱۹۷۷ ‏(۴۷ سال)) دوچرخه‌سوار اهل ایتالیا است.